# 巴克维尔
巴克维尔（法語：Bacqueville，法語發音：[bakvil]）是法国厄尔省的一个市镇，位于该省北部偏东，属于莱桑德利区。

## 地理
巴克维尔（49°18'49"N, 1°22'11"E）面积11.01 平方千米，位于法国诺曼底大区厄尔省，该省份为法国北部内陆省份，北起滨海塞纳省，西接奧恩省和卡爾瓦多斯省，南至厄尔-卢瓦省，东临瓦兹省、瓦兹河谷省和伊夫林省。
与巴克维尔接壤的市镇（或旧市镇、城区）包括：昂夫勒维尔莱尚、埃库伊、韦克桑地区乌维尔、拉德蓬、瓦勒多尔热。

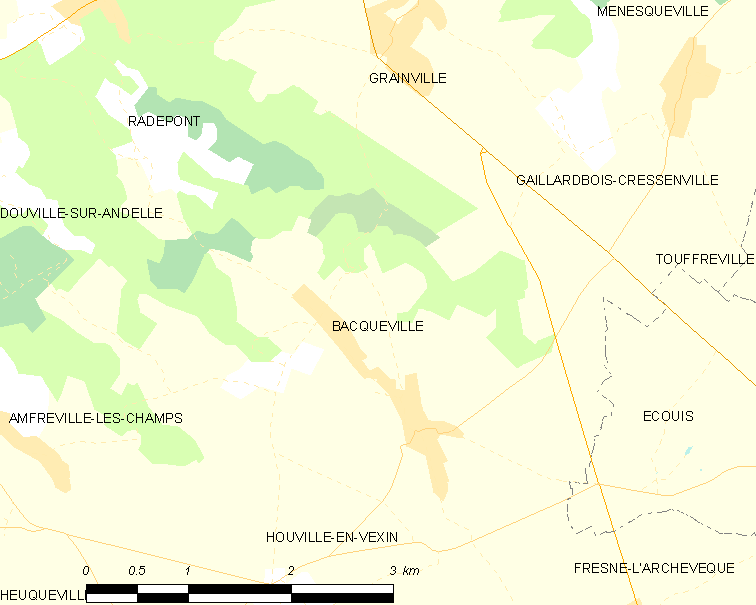
巴克维尔的OSM定位图

巴克维尔的时区为UTC+01:00、UTC+02:00（夏令时）。

## 行政
巴克维尔的邮政编码为27440，INSEE市镇编码为27034。

## 政治
巴克维尔所属的省级选区为昂代勒河畔罗米伊县。

## 人口

1962-2008年间巴克维尔人口变化图示

巴克维尔于2022年1月1日时的人口数量为620人。